# 亨宁·伯格
亨宁·伯格（挪威語：Henning Berg，1969年9月1日—），是挪威已退役的职业足球运动员和现役主教练。他的职业生涯长期在英超度过，其中有三个赛季更效力于曼联，帮助球队获得过欧洲足坛“三冠王”。退役后他出任挪威足球超级联赛利恩和利尼史特朗的主教练，並曾任教英冠的布莱克本流浪者。

## 职业生涯
1992年，英超第一个赛季时，伯格以40万英镑转会至布莱克本流浪者，并坐稳右后卫。1994-95赛季，布莱克本获得联赛冠军，伯格全季只缺席了两场比赛，是后场中流砥柱。之后，他的场上位置也逐渐从右后卫转变为中后卫。
1997年，伯格以500万英镑转会曼联。1998-99赛季，在欧洲冠军杯四分之一决赛对国际米兰的比赛中，伯格拦截封堵，表现异常出色，多年后仍令人记忆犹新。最终该赛季曼联获得英超联赛、足总杯和欧洲冠军杯三冠王，而伯格则成为英超历史上第一位随两支不同球队获得联赛冠军的球员（也是迄今唯一五位，另外四位是阿内尔卡、阿什利·科尔、克利希、科洛·图雷和特维斯）。伯格在曼联的三个赛季中，一共上场103次（替补22次），攻入3球。
2000年，在曼联逐渐失去主力位置的伯格回到已经降入英冠两年的布莱克本，球队很快便在次年重新升回英超。2001-02赛季，升班马布莱克本取得了俱乐部历史上第一个联赛杯，伯格作为队长举起奖杯。
2003年，34岁的伯格离开英超，在苏格兰流浪者队效力一赛季后宣布退役。

## 国家队
伯格是挪威队90年代的重要成员，参加了1994、1998年世界杯和2000年欧洲杯决赛圈。伯格共为国家队出场100次。

## 执教生涯
2005年球季，伯格出任挪威超级联赛利恩队主教练，当季获得联赛第三名的理想成绩。2012年重返英格蘭出任已降班英冠舊東主布莱克本流浪者的領隊，但僅任教57日便被辭退。

## 外部連結
- 足球数据库：亨宁·伯格的球员统计数据
- Profile at Lyn.no[永久]
- Stats at LynFotball.net （页面存档备份，存于）
- National football teams profile （页面存档备份，存于）